# ナミダクロハギ
ナミダクロハギ （涙黒剥学名：Acanthurus japonicus、英名：powder brown tang）は、スズキ目ニザダイ亜目ニザダイ科に属する魚。

## 分布
台湾、西沙諸島などに分布する。日本では奄美大島以南、小笠原諸島などに生息する。

## 生態
体長は25cm程度。メガネクロハギと似ているが、眼から上あごまで白色域が広がり、胸鰭の付け根と尾柄部が黄色であることで判別できる。サンゴ礁や礁湖の斜面などに生息する。

## 利用
観賞魚として人気があり、水族館などでも展示されている。